# Trịnh Ai công
Trịnh Ai công (chữ Hán: 鄭哀公; trị vì: 462 TCN–455 TCN), tên thật là Cơ Dịch (姬易), là vị vua thứ 20 của nước Trịnh – chư hầu nhà Chu trong lịch sử Trung Quốc.
Cơ Dịch là con trai của Trịnh Thanh công – vị vua thứ 19 của nước Trịnh. Năm 463 TCN, Trịnh Thanh công mất, Cơ Dịch lên làm vua, tức Trịnh Ai công.
Năm 455 TCN, ông mất.
Trịnh Ai công làm vua 8 năm.